# Fort de la Chartreuse

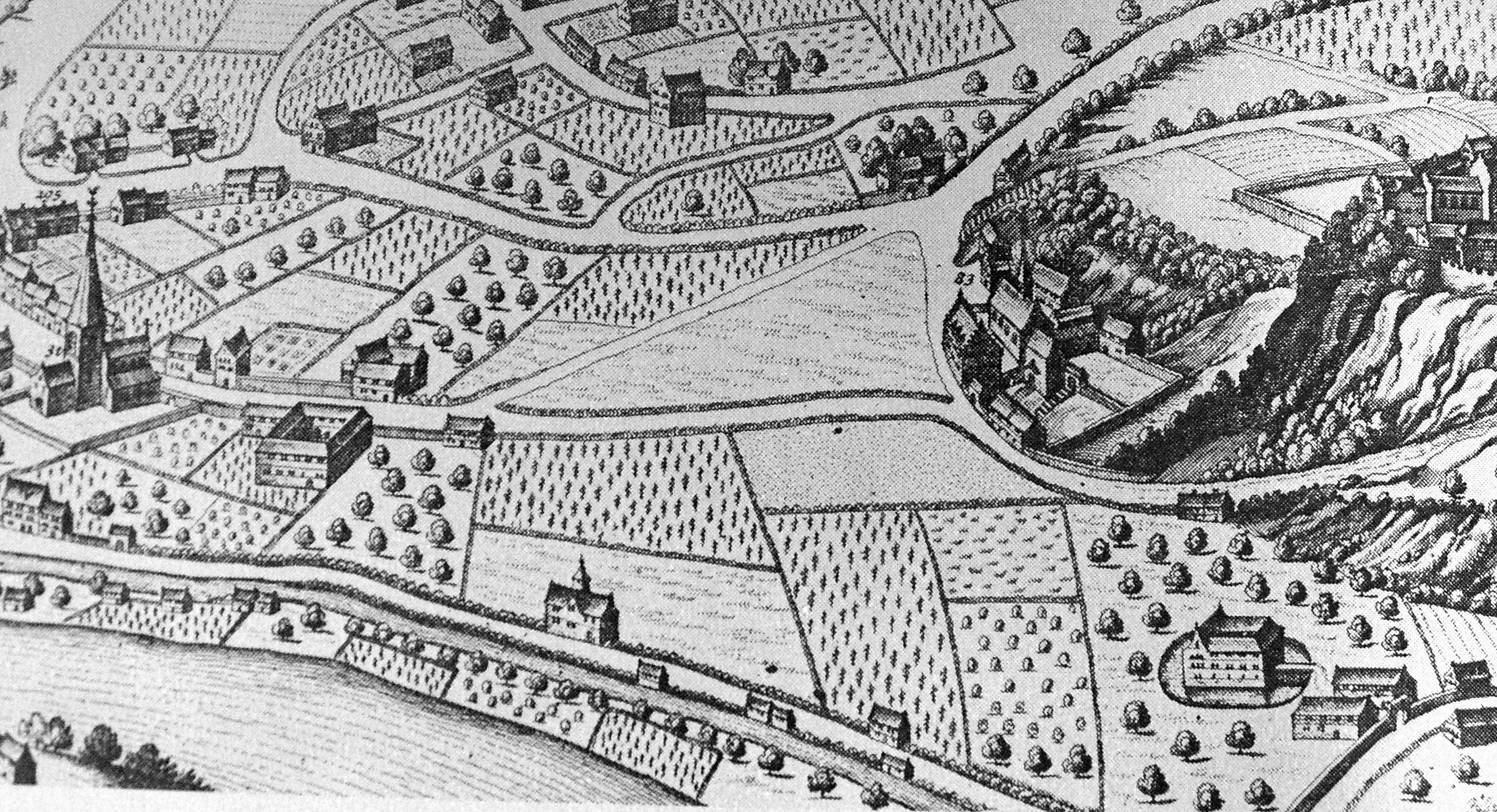
La Chartreuse sur le Mont Cornillon (en haut à droite)

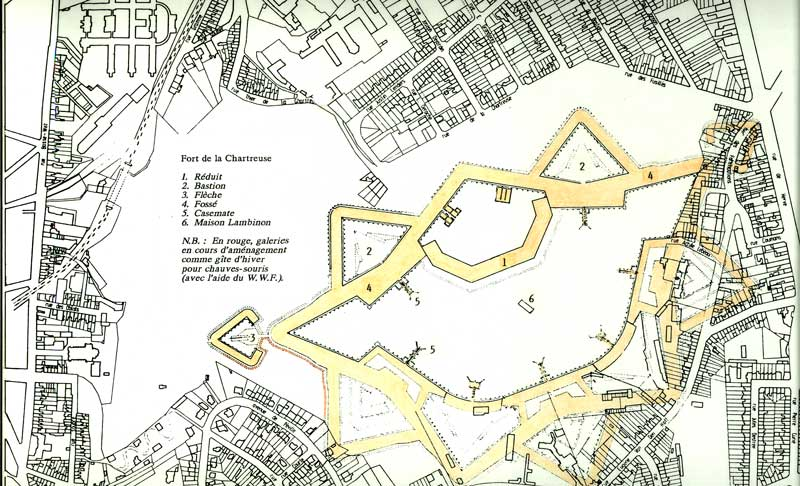
Plan du fort de la Chartreuse

Le fort de la Chartreuse, qui domine le quartier d'Amercœur à Liège, fut construit, entre 1817 et 1823, à l'époque du royaume uni des Pays-Bas afin de protéger la cité.

## Historique

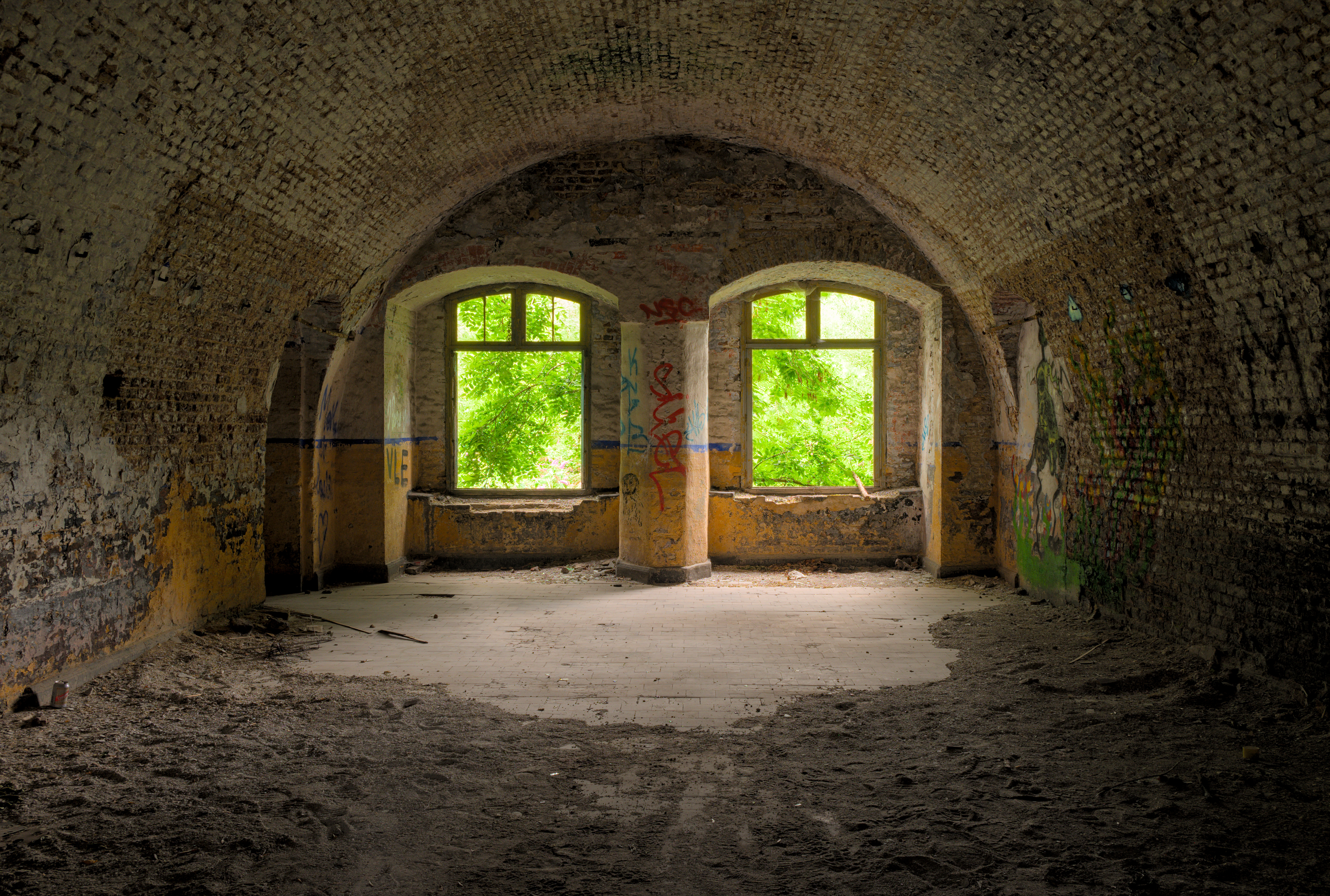
Une pièce voutée dans le fort de la Chartreuse. Août 2019.

Au congrès de Vienne de 1815, l'ancienne principauté de Liège est adjugée au royaume des Pays-Bas. Deux ans plus tard (1817), les Hollandais réinvestissent le mont Cornillon pour y construire un nouveau fort, plus imposant encore que les précédents[Lesquels ?]. On l'appellera le Fort de la Chartreuse du nom du monastère de l'ordre des Chartreux situé au Nord-Ouest du site du XIVe siècle à la révolution liégeoise. Il n'aura cependant jamais de rôle stratégique important.
En 1891, le fort est déclassé et devient une simple caserne. Il sert de prison pour les patriotes belges durant la Première Guerre mondiale (1914-1918). Vers la fin de la Seconde Guerre mondiale, à partir de 1944, l'armée américaine l'utilise comme hôpital militaire. 
De moins en moins utile au ministère de la défense nationale, il est démilitarisé en 1981 : les derniers militaires quittent l'ancien fort en 1988. 
La ville de Liège acquiert les zones vertes du complexe militaire en 1998, apportant ainsi son soutien aux associations privées (des associations de protection de la nature, des associations de quartier comme  l'asbl La Chartreuse) qui se sont mobilisées depuis 1986 pour la conservation du site (monastère et fort) et pour sa rénovation. En 1988, par exemple, le WWF, en partenariat avec l'ASBL Études & Environnement, y organise un camp d'été au cours duquel sont entrepris les premiers travaux de restauration et d'aménagement des galeries du fort (refuge hivernal pour les espèces cavernicoles). Fin 1988, le Conseil communal de la Ville de Liège, sur proposition des associations privées, décide de créer une réserve éducative dans ce domaine et en confie la gestion à l'ASBL Éducation-Environnement. En 1990, la Conservation Fondation attribue son prix national au projet « Aménagement de la Chartreuse » porté par l'ASBL Études & Environnement.
En 1991, 40 hectares de l'ancien domaine militaire de la Chartreuse sont classés comme site.

## Environnement
La plus grande partie du fort occupe un espace vert en voie de reboisement. Une végétation arborée couvre ses remparts et ses glacis. Certaines essences, comme le frêne et l'érable sycomore, sont très bien représentées, tandis que d'autres, comme le charme et le hêtre, sont beaucoup plus rares.

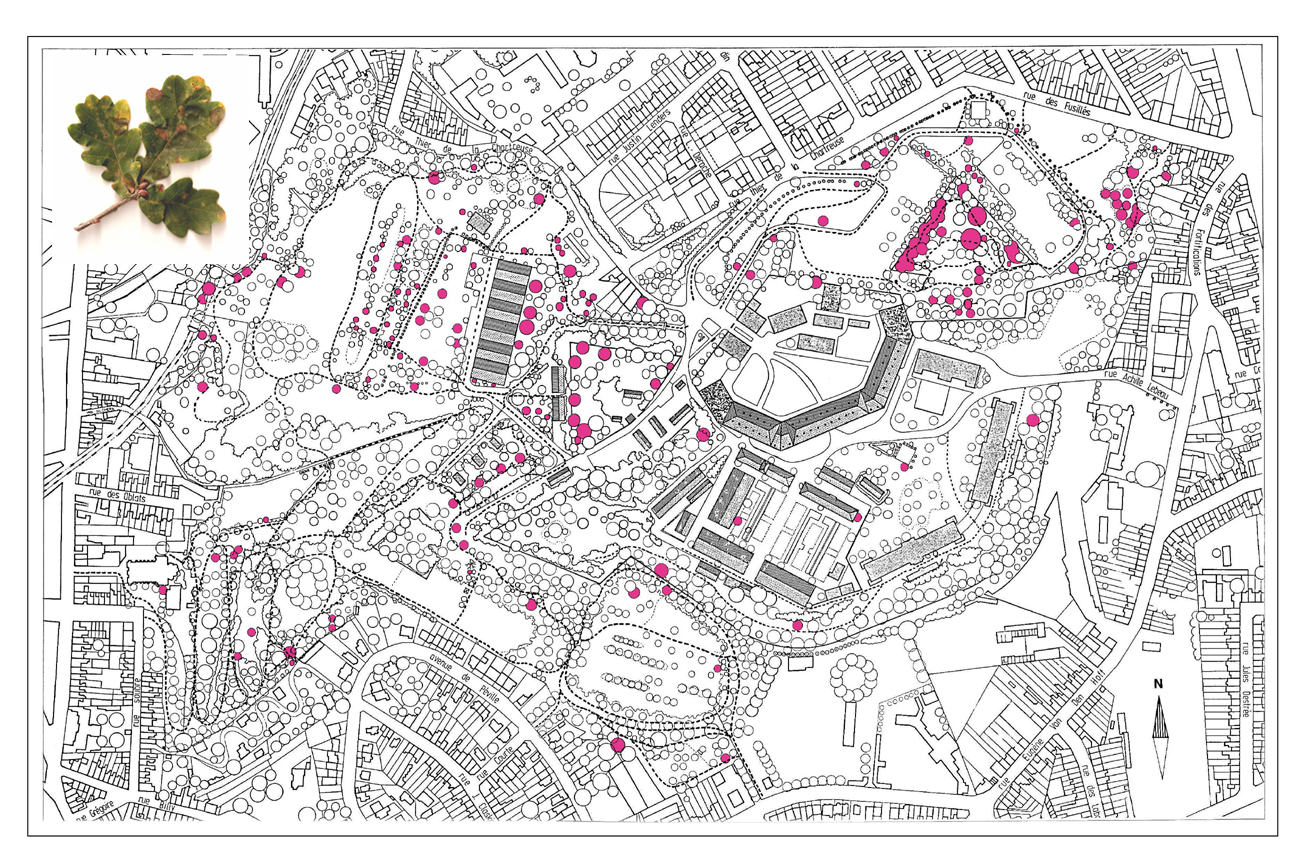
Boisement du fort de la Chartreuse. Localisation des plus beaux chênes (en mauve)
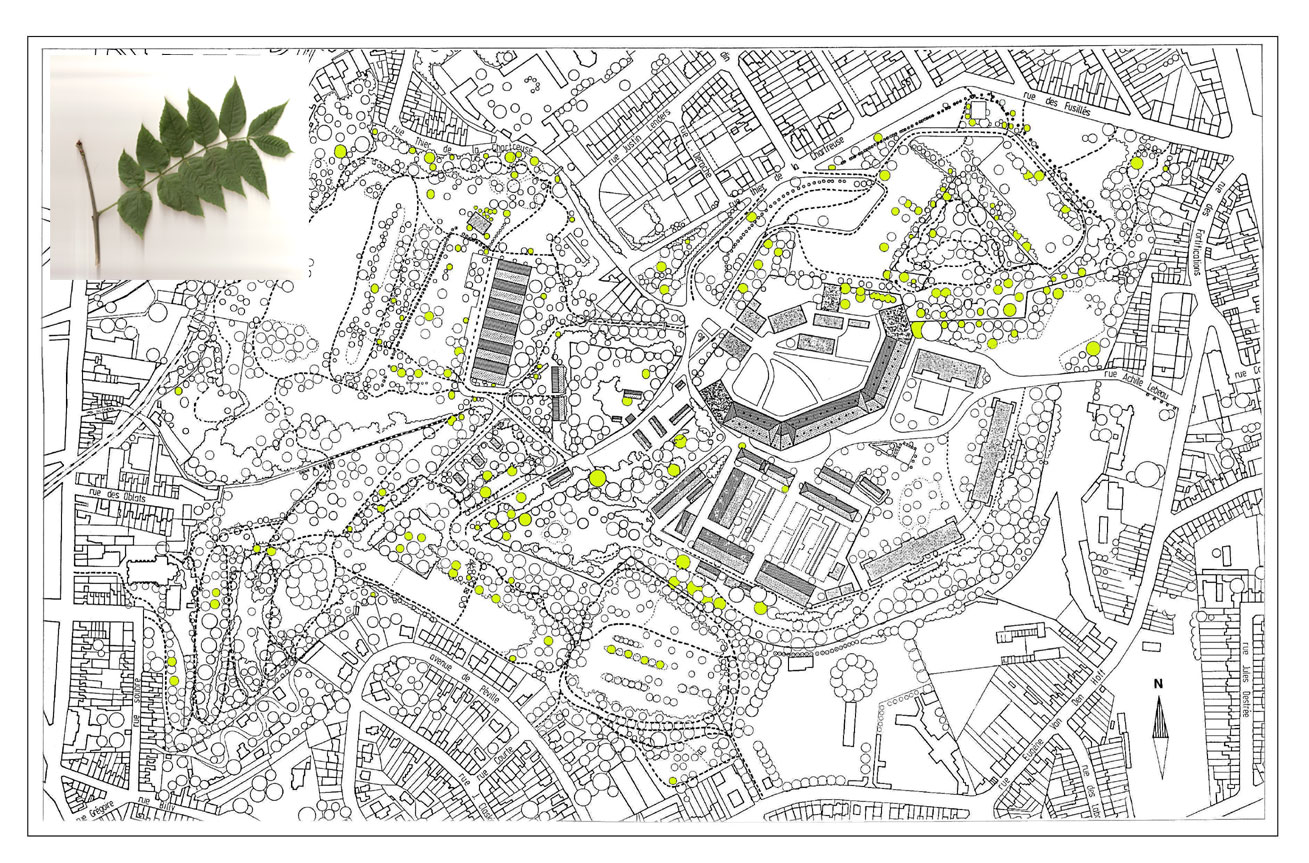
Boisement du fort de la Chartreuse. Localisation des plus beaux frênes (en jaune)
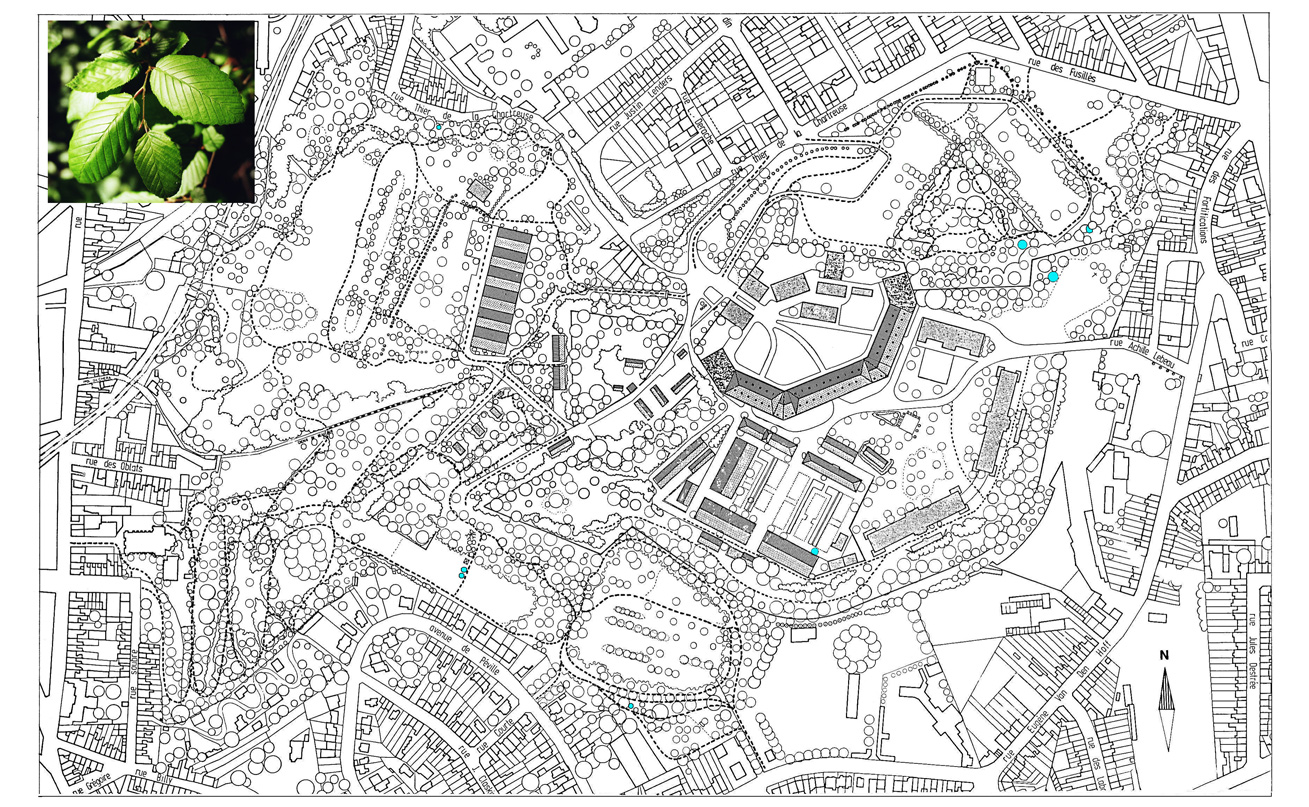
Boisement du fort de la Chartreuse. Localisation des plus beaux charmes (en bleu clair)

## Voir aussi

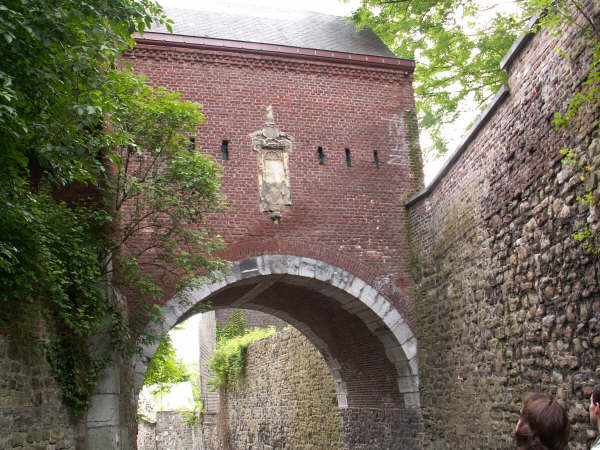
Pont fortifié de la Chartreuse (XVIIe siècle, restauré à la fin du XXe siècle).

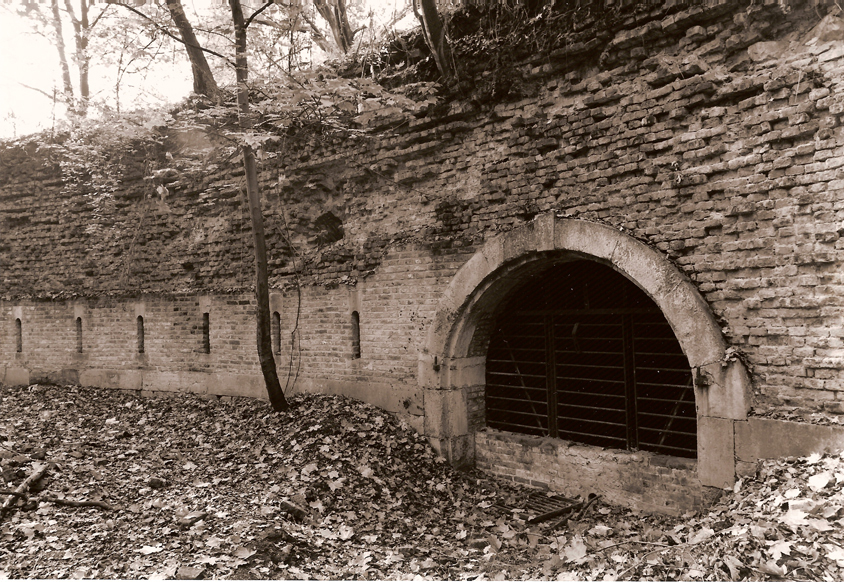
Un redan du fort de la Chartreuse